# Ramburelles Churchyard
Ramburelles Churchyard is een begraafplaats gelegen in de Franse plaats Ramburelles (Somme). De militaire graven worden onderhouden door de Commonwealth War Graves Commission.
De begraafplaats telt 1 geïdentificeerd Gemenebest graf uit de Tweede Wereldoorlog.